# مقاطعة هوارد (إنديانا)
مقاطعة هوارد هي مقاطعة في إنديانا، بلغ عدد سكانها 82٬752  نسمة، في 2010، عاصمتها كوكومو، تبلغ مساحتها 761 كيلومتر مربع.

## الموقع
تشترك في الحدود مع:
- مقاطعة ميامي
- مقاطعة كلينتون
- مقاطعة كارول (إنديانا)
- مقاطعة تيبتون
- مقاطعة غرانت
- مقاطعة كاس (إنديانا).

## أعلام
- إدجار أبرسون
- تيد كيتشيل
- إدوارد إل. جاكسون